# Квінн Глісон
Квінн Глісон (англ. Quinn Gleason) — американська тенісистка, що здебільшого спеціалізується на парній грі.

## Фінали турнірв WTA

### Парний розряд: 2 (1 титул)
| Легенда       |
| ------------- |
| Grand Slam    |
| WTA 1000      |
| WTA 500       |
| WTA 250 (1–1) |

| За поверхнею |
| ------------ |
| Хард (1–1)   |
| Трава (0–0)  |
| Грунт (0–0)  |
| Килим (0–0)  |

| Результат | В–П | Дата     | Турнір               | Статус  | Поверхня | Партнерка       | Супротивниці                  | Рахунок               |
| --------- | --- | -------- | -------------------- | ------- | -------- | --------------- | ----------------------------- | --------------------- |
| Поразка   | 0–1 | Лип 2023 | Prague Open, Чехія   | WTA 250 | Хард     | Еліксан Лешемія | Хібіно Нао Оксана Калашнікова | 7–6(9–7), 5–7, [3–10] |
| Перемога  | 1–1 | Лис 2024 | Merida Open, Мексика | WTA 250 | Хард     | Інгрід Мартінс  | Магалі Кемпен Лара Сальден    | 6–4, 6–4              |

## Фінали турнірів WTA Challenger

### Парний розряд: 4 (2 титули)
| Результат | В–П | Дата     | Турнір                          | Поверхня | Партнерка       | Супротивниці                  | Рахунок               |
| --------- | --- | -------- | ------------------------------- | -------- | --------------- | ----------------------------- | --------------------- |
| Поразка   | 0–1 | Лис 2022 | Montevideo Open, Уругвай        | Грунт    | Еліксан Лешемія | Інгрід Мартінс Луїза Стефані  | 5–7, 7–6(8–6), [6–10] |
| Перемога  | 1–1 | Вер 2023 | Ljubljana Open, Словенія        | Грунт    | Аміна Аншба     | Фрея Крісті Юліана Лісарасо   | 6–3, 6–4              |
| Поразка   | 1–2 | Сер 2024 | Barranquilla Open, Колумбія     | Хард     | Інгрід Мартінс  | Джессіка Фаїлла Кувата Хіроко | 6–4, 6–7(2–7), [7–10] |
| Перемога  | 2–2 | Вер 2024 | Montreux Ladies Open, Швейцарія | Грунт    | Інгрід Мартінс  | Марія Карле Зімона Вальтерт   | 6–3, 4–6, [10–7]      |